# Rockland Township (comté de Berks, Pennsylvanie)
Rockland Township est un township, situé dans le comté de Berks, en Pennsylvanie, aux États-Unis,. En 2010, il comptait une population de 3 778 habitants.

## Démographie
Lors du recensement de 2010, le township comptait une population de 3 778 habitants. Elle est estimée, en 2016, à 3 793 habitants.

### Source de la traduction
- (en) Cet article est partiellement ou en totalité issu de l’article de Wikipédia en anglais intitulé « Rockland Township, Berks County, Pennsylvania » (voir la liste des auteurs).